# 그루포 글로부
그루포 글로부(포르투갈어: Grupo Globo)는 브라질의 매체 기업이다.